# British Commonwealth Games 1970
Die British Commonwealth Games 1970 waren die neunte Ausgabe jener Veranstaltung, die heute unter dem Namen Commonwealth Games bekannt ist. Sie fanden vom 16. bis 25. Juli 1970 in der schottischen Hauptstadt Edinburgh statt.
Ausgetragen wurden 121 Wettbewerbe in den Sportarten Badminton, Bowls, Boxen, Fechten, Leichtathletik, Radfahren, Ringen, Schießen und Schwimmen (inkl. Wasserspringen). Es nahmen 1383 Sportler aus 42 Ländern teil. Hauptwettkampfort war das Meadowbank Stadium. Die Wettbewerbe des Schwimmsports fanden im damals neu errichteten Royal Commonwealth Pool statt.
Erstmals wurden metrische Einheiten verwendet, anstatt des bisher üblichen imperialen Systems, und erstmals kam bei knappen Entscheidungen ein Zielfoto zum Einsatz.

## Teilnehmende Länder

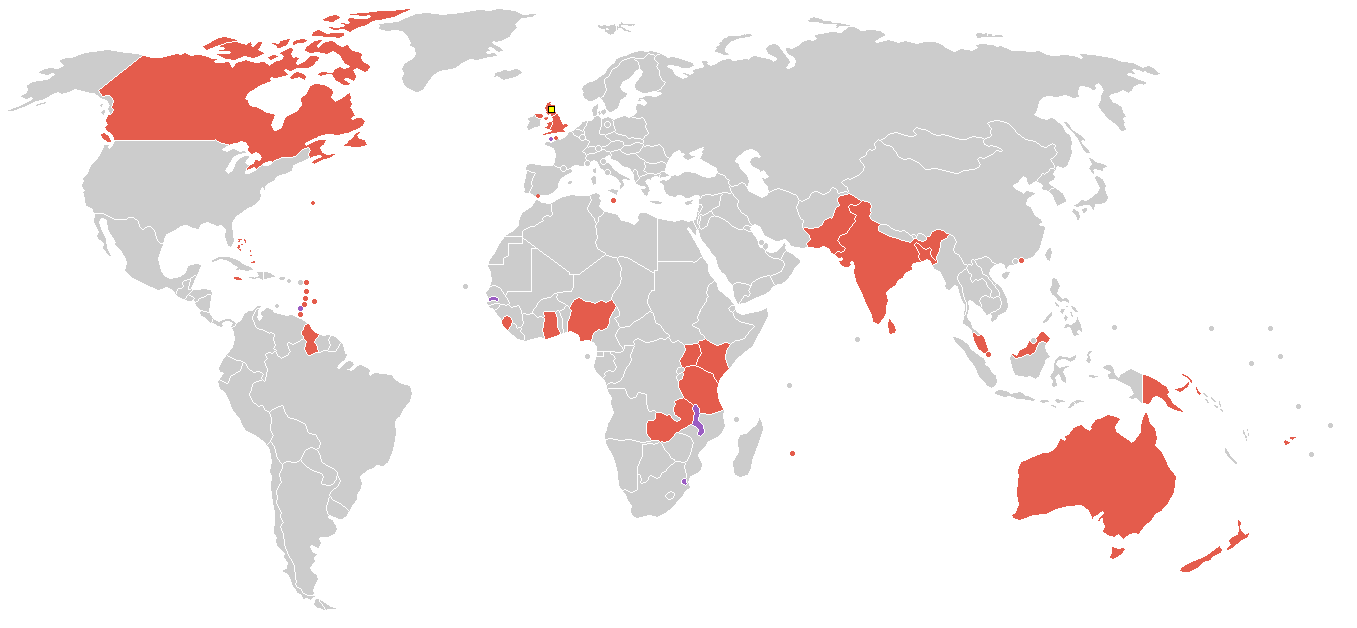
Teilnehmende Länder (violett: erstmalige Teilnahme)

- Antigua und Barbuda
- Australien
- Bahamas
- Barbados
- Bermuda
- Dominica
- England
- Fidschi
- Gambia
- Ghana
- Gibraltar
- Grenada
- Guernsey
- Guyana
- Hongkong
- Indien
- Isle of Man
- Jamaika
- Jersey
- Kanada
- Kenia
- Malawi
- Malaysia
- Malta
- Mauritius
- Neuseeland
- Nigeria
- Nordirland
- Pakistan
- Papua-Neuguinea
- Sambia
- Schottland
- Sierra Leone
- Singapur
- Ceylon
- St. Lucia
- St. Vincent und die Grenadinen
- Swasiland
- Tansania
- Trinidad und Tobago
- Uganda
- Wales

## Sportarten
- Badminton
- Bowls
- Boxen
- Fechten
- Gewichtheben
- Leichtathletik
- Radsport
- Ringen
- Schwimmen
- Wasserspringen

## Medaillenspiegel
| Platz | Land                           | Gold | Silber | Bronze | Gesamt |
| ----- | ------------------------------ | ---- | ------ | ------ | ------ |
| 1     | Australien                     | 36   | 24     | 22     | 82     |
| 2     | England                        | 27   | 25     | 32     | 84     |
| 3     | Kanada                         | 18   | 24     | 24     | 66     |
| 4     | Schottland                     | 6    | 8      | 11     | 25     |
| 5     | Kenia                          | 5    | 3      | 6      | 14     |
| 6     | Indien                         | 5    | 3      | 4      | 12     |
| 7     | Pakistan                       | 4    | 3      | 2      | 9      |
| 8     | Jamaika                        | 4    | 2      | 1      | 7      |
| 9     | Uganda                         | 3    | 3      | 1      | 7      |
| 10    | Nordirland                     | 3    | 1      | 5      | 9      |
| 11    | Neuseeland                     | 2    | 6      | 6      | 14     |
| 12    | Wales                          | 2    | 6      | 4      | 12     |
| 13    | Ghana                          | 2    | 3      | 2      | 7      |
| 14    | Nigeria                        | 2    | -      | -      | 2      |
| 15    | Malaysia                       | 1    | 1      | 1      | 3      |
| 16    | Hongkong                       | 1    | -      | -      | 1      |
| 17    | Trinidad und Tobago            | -    | 4      | 3      | 7      |
| 18    | Sambia                         | -    | 2      | 2      | 4      |
| 19    | Singapur                       | -    | 1      | 1      | 2      |
| 20    | Barbados                       | -    | 1      | -      | 1      |
| 20    | Tansania                       | -    | 1      | -      | 1      |
| 22    | Fidschi                        | -    | -      | 1      | 1      |
| 22    | Gambia                         | -    | -      | 1      | 1      |
| 22    | Guyana                         | -    | -      | 1      | 1      |
| 22    | Isle of Man                    | -    | -      | 1      | 1      |
| 22    | Malawi                         | -    | -      | 1      | 1      |
| 22    | St. Vincent und die Grenadinen | -    | -      | 1      | 1      |